# Montañas Denfeld
Las montañas Denfeld (76°55′S 144°45′O / -76.917, -144.750) son un grupo de montañas dispersas entre el glaciar del valle Crevasse y el glaciar Arthur en las cordilleras Ford de la Tierra de Marie Byrd; Antártida. Las montañas fueron exploradas por las Expediciones Antárticas Byrd (1928–30 and 1933–35) y por el Servicio Antártico de Estados Unidos (1939–41) liderados por el Contraalmirante Richard E. Byrd. Su nombre hace honor al Almirante Louis E. Denfeld, Jefe de Operaciones Navales y miembro del Estado Mayor Conjunto (1947–49), quien ayudó a planificar y organizar la Operación Highjump (1946–47) de la cual Byrd era el líder.